# 洲原公園 (刈谷市)
洲原公園（すはらこうえん）は、愛知県刈谷市井ヶ谷町松ヶ崎にある公園。分類は総合公園。

## 特徴
灌漑用のため池である洲原池と周囲に広がる松林を背景として、洲原神社と洲原池の間の標高30mほどのゆるやかな丘陵地を整備し、1969年（昭和44年）に風致公園として開設した。温水プール、テニスコート、ロッジ、デイキャンプ場などのスポーツ・レジャー施設が整備されている。
洲原池は刈谷市内で最も大きな池で、面積は約16ヘクタール、水深は平均1.5m、水量は約25万トンである。刈谷市北部の洪積台地上には数多くのため池が存在し、洲原池の他にも大池、小堤西池（カキツバタの群落が国の天然記念物に指定）、広沢池、草野池、牛池、庄司池などが現存している。池の周りには全長2.2kmの散策コースがある。
毎年春には公園内の遊歩道を利用して桜祭りが開催される。

## ギャラリー

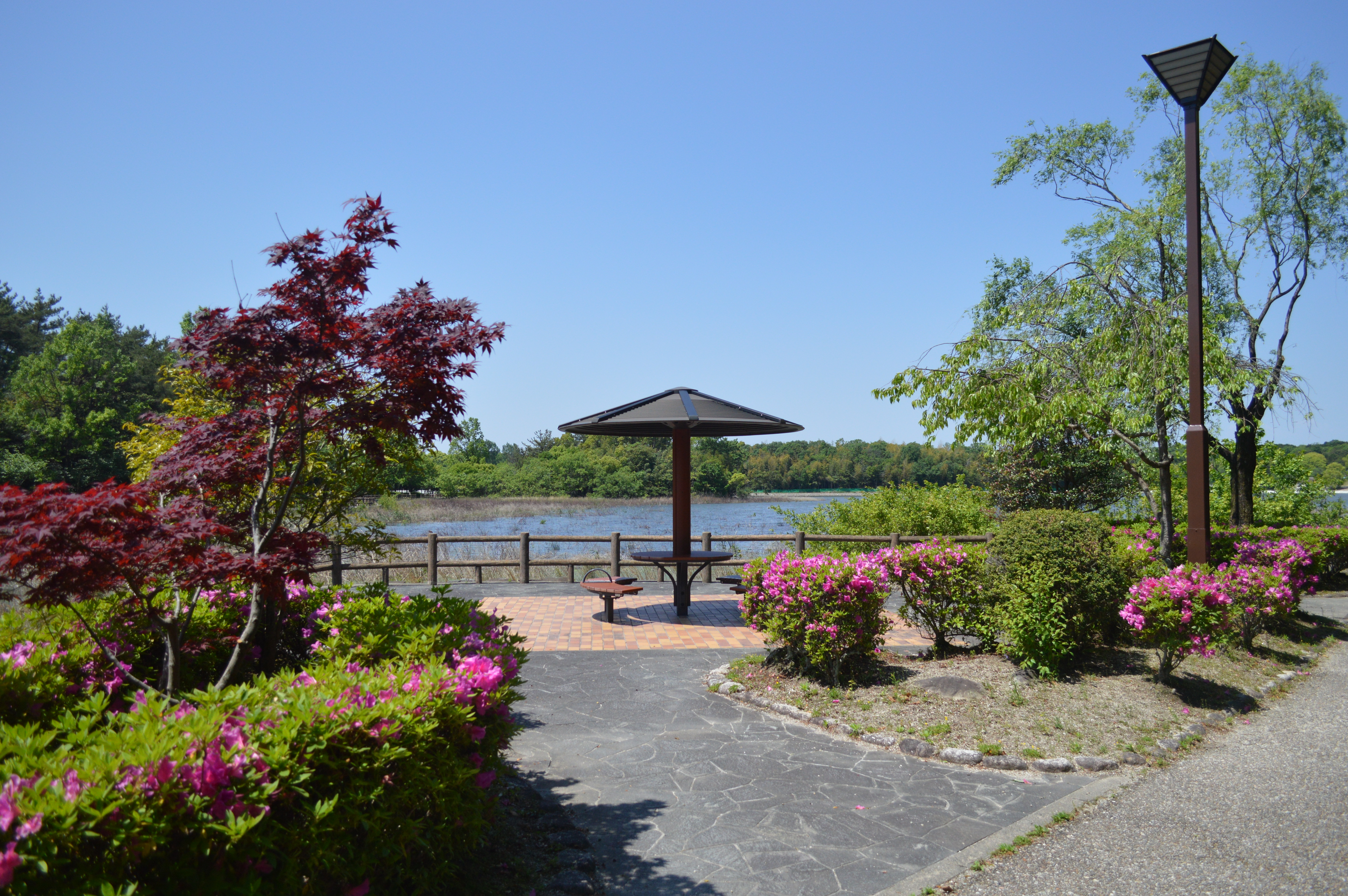
散策路
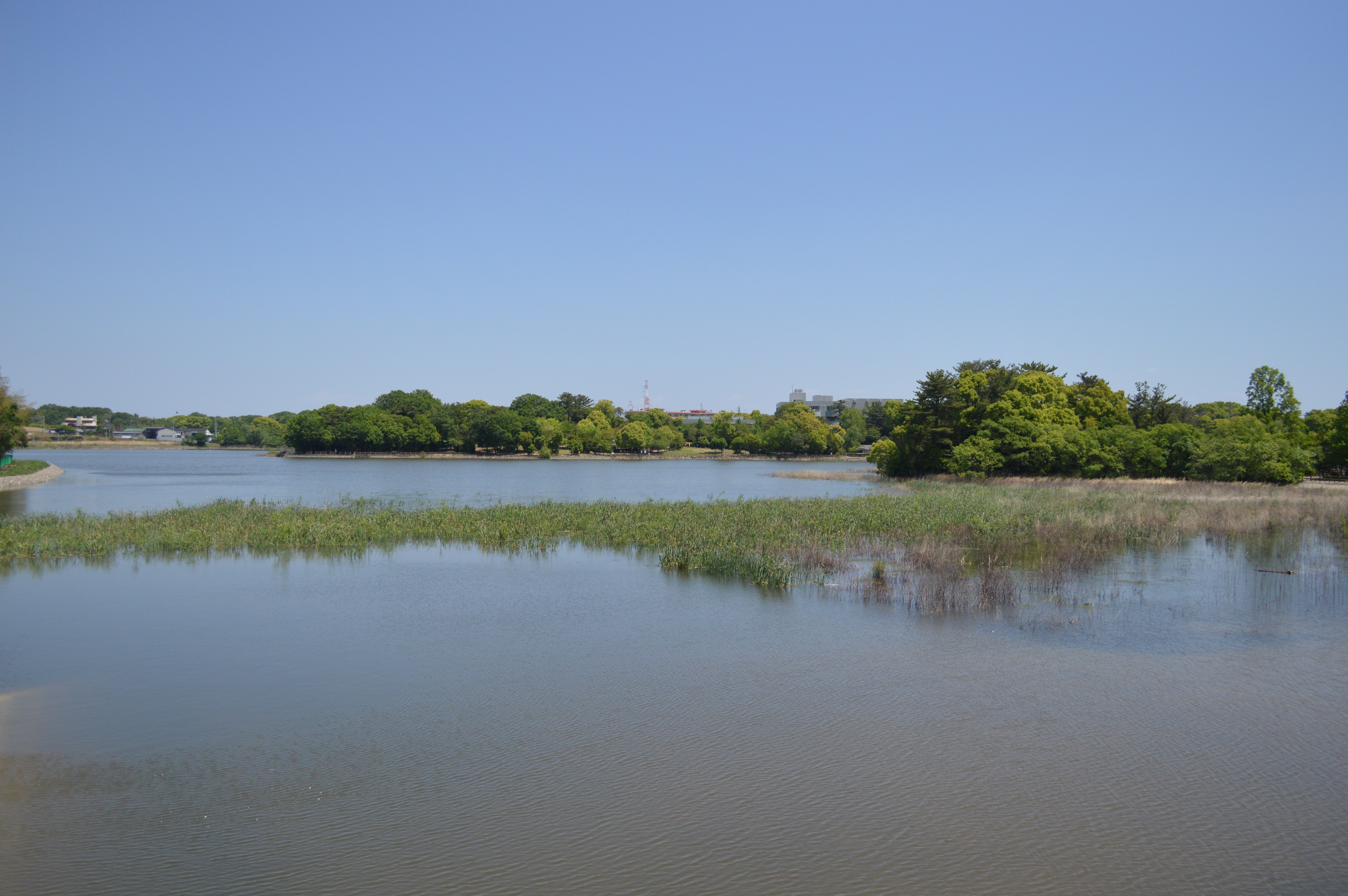
洲原池
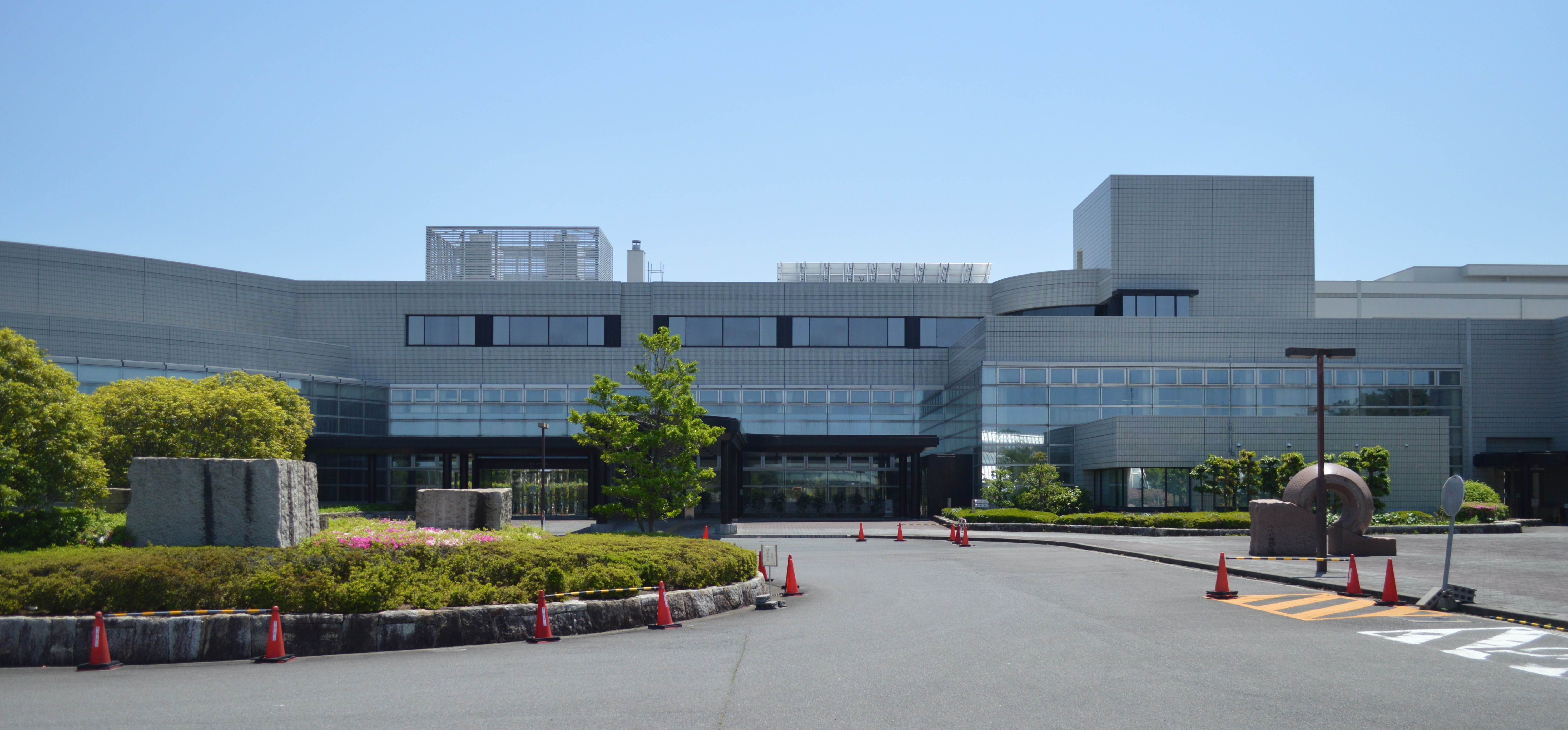
北部生涯学習センター
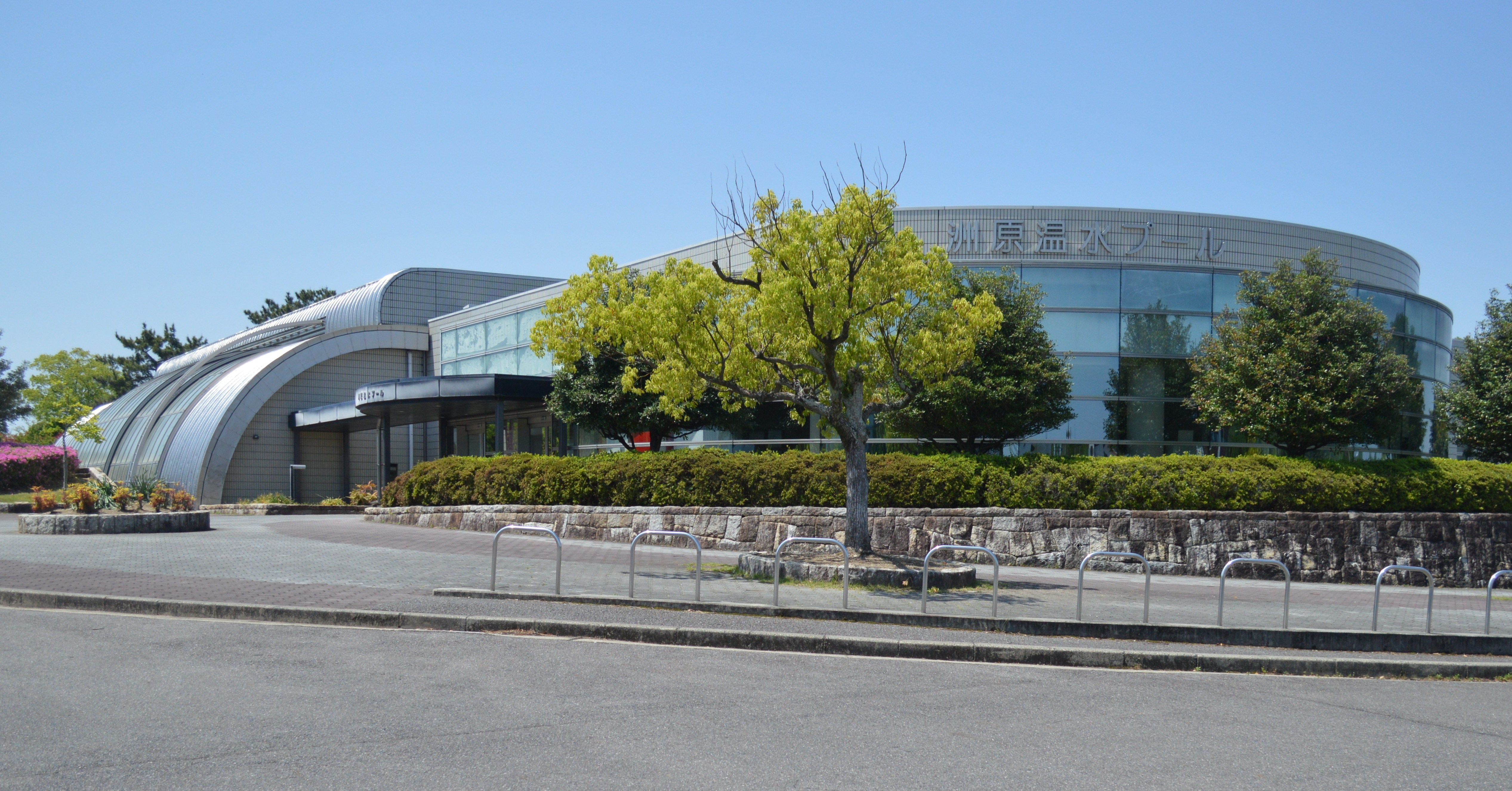
温水プール
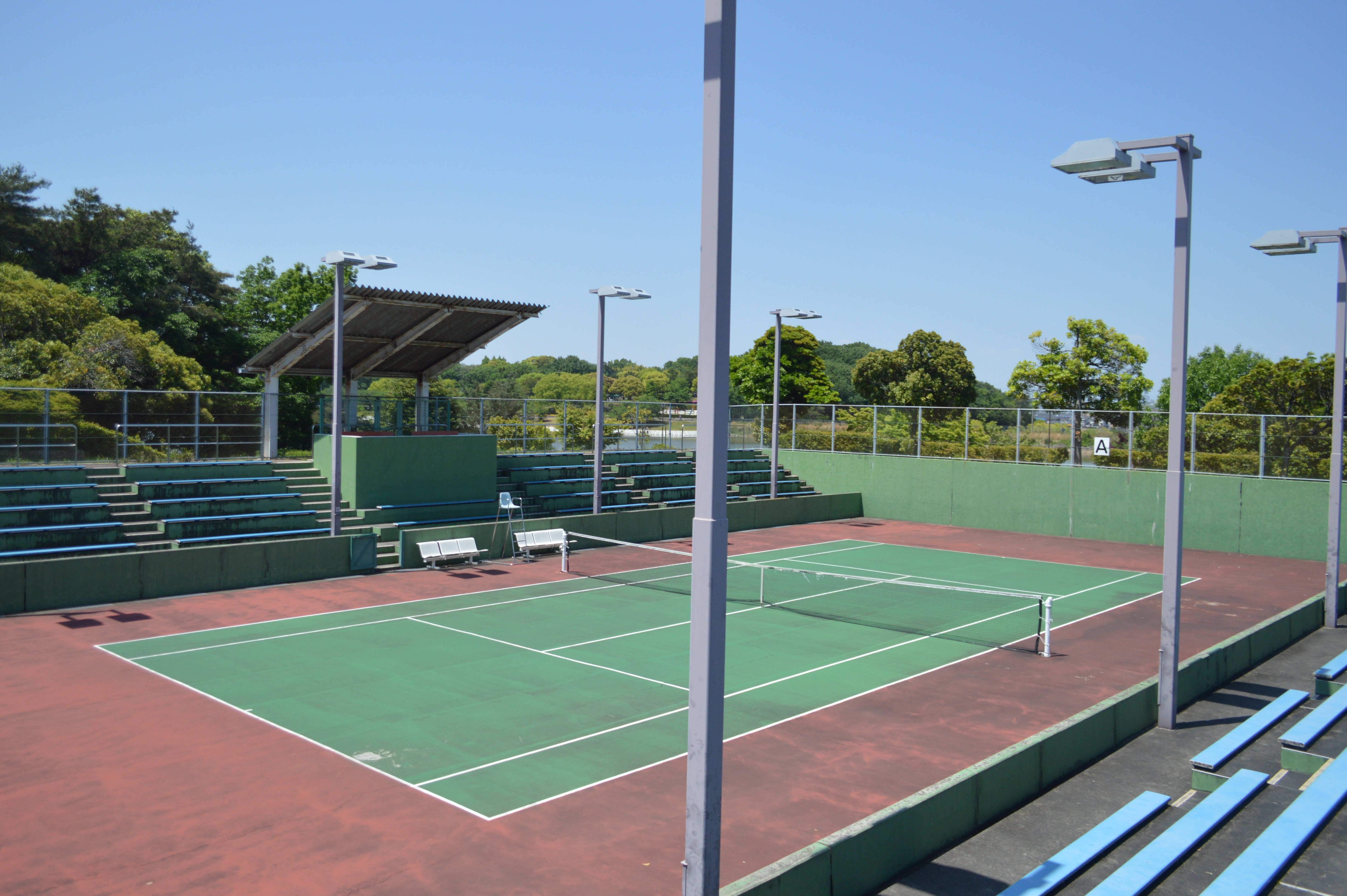
テニスコート

## 周辺
- 愛知教育大学
- 愛知教育大学附属高等学校
- トヨタ自動車高岡工場

## 交通手段
- JR東海道本線・名鉄三河線 刈谷駅北口・名鉄名古屋本線富士松駅から刈谷市公共施設連絡バス西境線に乗車、「洲原温水プール」バス停下車。
- 名鉄名古屋本線・三河線 知立駅から名鉄バスイオン三好店アイモール・日進駅行きに乗車、「井ヶ谷」または「洲原公園口」バス停下車。
- 名鉄豊田線 日進駅から名鉄バス知立行きに乗車、「洲原公園口」または「井ヶ谷」バス停下車。